# P-Rating
P-Rating（Performance-Rating）簡稱PR值，譯作效能指標，是AMD CPU曾經採用作型號的命名方法。
CPU的型號一向普遍以其運作的時脈速度命名，隨著CPU的速度已接近極限，現在的CPU已轉向以不同技術主導速度，時脈重要性降低，只要其快取足夠，加上多種效能提升的技術，如SSE，MMX，3DNow!等多媒體指令集，CPU效能也能媲美高時脈CPU，因此以時脈命名CPU型號已不能切實反映其處理器效能。
因此AMD從Athlon-XP系列開始引入P-Rating來命名CPU，其指標不是實際時脈，而是與其效能接近的時脈數量，如Athlon64 3200+，其實際時脈只有2.0 GHz，配合512K L2 Cache 和 SSE3等技術，其效能可媲美3.2 GHz（3200 MHz）的Intel Pentium 4处理器，所以命名為3200+。这一做法直到Athlon 64 X2，Athlon II已不再使用。

## 外部連結
- P-Rating的詳解，英文（页面存档备份，存于）